# TAK
ТАК (нем. Tom’s verlustfreier Audio Kompressor) — аудиокодек и формат сжатия цифрового звука без потерь. Отличается высокой степенью сжатия и скоростью кодирования и декодирования. Использует теги APEv2.
Распространяется бесплатно вместе c набором программного обеспечения для кодирования и воспроизведения, а также плагинами к популярным плеерам: Winamp, foobar2000 и др.
Разработчик — Thomas Becker, Германия.
Первая финальная версия 1.0 была опубликована 26 января 2007 года.
Формат продолжает активно развиваться. Согласно проводимому опросу на форуме hydrogenaudio.org, входит в число четырёх (четвёртое место) наиболее популярных форматов аудиосжатия без потерь (после FLAC, WavPack и ALAC).

## Особенности
- Высокая скорость кодирования (ТАК упаковывает аудиоданные в режиме максимальной компрессии -pMax заметно быстрее, чем FLAC в режиме -8, и в несколько раз быстрее – в других режимах)
- Высокая скорость декодирования (сопоставимая с FLAC/WavPack, а если точнее, то в два раза быстрее, чем WavPack Extra)
- Очень высокая степень сжатия (на уровне Monkey's Audio в режиме Extra High)
- Защита от ошибок кодирования
- Быстрый поиск
- Поддержка потокового вещания
- Поддержка мультиядерного кодирования (с версии 2.1.0, на данный момент – с ограничением в четыре потока)
- Специальные оптимизации для ускорения сжатия (Intel SSSE3)
- Низкая нагрузка на процессор при воспроизведении (в плеере foobar2000 она такая же, как при проигрывании FLAC)

## Программное обеспечение с поддержкой TAK
- Плагины для Winamp и XMPlay
- foo_input_tak, TAK-декодер для foobar2000
- TAK-плагин для Quintessential Player
- Mp3tag (с версии 2.38)
- shntool (с версии 3.0.6)
- AIMP (с версии 3)
- TagScanner (с версии 5.1.553)
- GermaniX Transcoder
- jetAudio (с версии 8.0.6)
- LAMExplorer (с версии 2.6)
- xrecode II (с версии 1.0.0.80)